# گیل مونتاداس
گیل مونتاداس (انگلیسی: Gil Muntadas؛ زادهٔ ۲۵ سپتامبر ۱۹۹۳) بازیکن فوتبال اهل اسپانیا است.